# لومبكين
لومبكين (بالإنجليزية: Lumpkin, Georgia)‏ هي مدينة تقع في مقاطعة ستيوارت، جورجيا بولاية جورجيا في الولايات المتحدة. تبلغ مساحة هذه المدينة 4.1 (كم²)، وترتفع عن سطح البحر 183 م، بلغ عدد سكانها 1369 نسمة في عام 2010 حسب إحصاء مكتب تعداد الولايات المتحدة.

## أعلام
- تومي براون

## وصلات خارجية
- Cities & Counties - Georgia.gov